# Mount Freed
Mount Freed är ett berg i Antarktis. Det ligger i Östantarktis. Nya Zeeland gör anspråk på området. Toppen på Mount Freed är 2 120 meter över havet, eller 331 meter över den omgivande terrängen. Bredden vid basen är 9,3 km.
Terrängen runt Mount Freed är huvudsakligen lite bergig. Trakten är obefolkad. Det finns inga samhällen i närheten.